# アルチーナ (魔女)
アルチーナ（Alcina）は、イタリアの叙事詩、『狂えるオルランド』に登場する魔女。超絶した美人で、恋人がいるルッジェーロでさえその恋人を忘れてしまうほど。作中ではアストルフォを始め、多くの騎士と恋を楽しみ、飽きると動物に変えて文字通り飼い殺していた。

## 人物
アルチーナはアリオストの叙事詩に出てくる三姉妹（アルチーナ、モルガナ、ロジェスティラ）のひとりであるが、うち善人はロジェスティッラのみである。三姉妹はヘラクレスの柱の向こうにある島に住んでいる。
アルチーナは『オデュッセイア』に登場するキルケーにいろいろな点でよく似ている。アルチーナの寵愛を失った恋人たちは動物や植物に変えられてしまう。たとえばアストルフォはミルテに変えられてしまった。叙事詩の冒頭で、ルッジェーロは（ロジェスティッラの助けも得て）アストルフォを救うが、後には自分自身がアルチーナの魅力のとりこになってしまう。アルチーナは実際には老いて醜く、歯がないが、魔法の力によってルッジェーロには若くて魅力的な女性に見えている。しかし魔法使いメリッサがアルチーナの真の姿を見せたため、ルッジェーロは辛うじてアルチーナから逃れることができた。
アルチーナは『Cinque Canti』にも登場し、ルッジェーロとアストルフォから受けた恥辱、および（『恋するオルランド』において）モルガナがオルランドから受けた恥辱に対する復讐に燃えたアルチーナが、裏切り者ガーノと協力してシャルルマーニュとその王国を相手に戦う。

## アルチーナの登場する作品
ルッジェーロがアルチーナのもとから脱出するエピソードは、後世においてオペラの題材としてよく使われた。
- フランチェスカ・カッチーニ『ルッジェーロの救出』（1625年初演）
- トマゾ・アルビノーニ『Alcina delusa da Ruggero』（1725年、現存せず）
- アントニオ・ヴィヴァルディ『狂えるオルランド』（オルランド・フリオーソ、1727年初演）
- ゲオルク・フリードリヒ・ヘンデル『アルチーナ』（1735年初演）
- フランツ・ヨーゼフ・ハイドン『騎士オルランド』（1782年初演）